# 동해면 (고성군)
동해면(東海面)는 대한민국 경상남도 고성군의 면이다. 고성군의 동쪽에 위치한 동해면은 삼면이 바다에 접해 있다. 굽이 굽이 감아도는 아름다운 해안절경을 가지고 있으며, 철마산성, 내산리 고분군 등 문화유산과 백악기 공룡발자국 화석은 볼거리를 제공하고 청정해역을 배경으로 횟집이 즐비하며, 고품질 참다래, 단감 등 무공해 농산물의 생산이 많은 곳이다. 마산과 연결된 동진대교와 남해안 관광일주도로를 따라 다양한 관광자원이 있어 많은 관광객들이 찾는 곳이다.

## 연혁
- 소가야시대에는 해빈부곡이라 일컬었음
- 1018년 고려 현종 9년에 고성현으로 개칭되면서 포도면과 광이면으로 분할되어 포도면은 13개 동리, 광이면은 9개 동리를 관할
- 1914년 3월 포도면과 광이면을 합쳐 동해면으로 개칭되고 10개리로 개편[2]
- 1973년 7월 1일 감서리가 거류면에 편입된 후 9개리 22개 마을로 현재에 이르고 있음[3]

## 행정 구역
- 내곡리
- 내산리
- 봉암리
- 양촌리
- 외곡리
- 외산리
- 용정리
- 장기리
- 장좌리

## 교육
- 동해초등학교 (양촌리)
  - 대동분교 (폐교) - 거류면 조선특구로 1526 (용정리)
- 거류초등학교 대장분교 (폐교) - 거류면 구절로 106 (장좌리)
- 동해중학교 (양촌리)